# عمران عباس نقوی
سید عمران عباس نقوی (انگلیسی: Imran Abbas؛ زادهٔ) مدل و هنرپیشه اهل کشور پاکستان است. بیشتر شهرت وی به خاطر ایفای نقش‌های اصلی در سریال‌های تلویزیونی است. او از سال ۲۰۰۳ میلادی تاکنون مشغول فعالیت بوده‌است. این بازیگر علاوه بر سینما و تلویزیون پاکستان، در سینمای بالیوود نیز نقش آفرینی می‌کند.
او در فیلم موجود سه‌بعدی بازی کرده است.